# Virrius Vibius
 (octobre 2009).
Virrius Vibius est un homme politique capouan qui a facilité l'entrée de Hannibal dans la ville de Capoue durant la deuxième guerre punique, en conseillant aux Campaniens d'abandonner le parti de Rome pour se ranger du côté d'Hannibal dans l'espoir de pouvoir ainsi reprendre possession des territoires que les Romains leur avaient jadis, disait-il, ravi injustement.